# Чевельча
Чевельча́ — село в Україні, у Оржицькій селищній громаді Лубенського району Полтавської області. Населення становить 837 осіб. До 2020 орган місцевого самоврядування — Чевельчанська сільська рада.

## Географія
Село Чевельча знаходиться на берегах річки Чевельча (перетворена на систему взаємозв'язаних ставків), яка через 8 км впадає в річку Оржиця, вище за течією примикає село Сазонівка. На річці зроблено кілька загат.

## Історія
12 червня 2020 року, відповідно до розпорядження Кабінету Міністрів України № 721-р «Про визначення адміністративних центрів та затвердження територій територіальних громад Полтавської області», село увійшло до складу Оржицької селищної громади.
19 липня 2020 року, в результаті адміністративно - територіальної реформи та ліквідації  Оржицького району, село увійшло до складу новоутвореного Полтавського району.

## Герб та прапор
Пояс у формі літери "М" символізує стару назву села "Миколаївка". Зірка – висока духовність мешканців, колос – урожайність полів, квіти волошок – багатство природи та два села, які підпорядковуються сільраді.

## Політика

### Парламентські вибори, 2019
На позачергових парламентських виборах 2019 року у селі функціонувала окрема виборча дільниця № 530682, розташована у приміщенні школи.
Результати
- зареєстровано 509 виборців, явка 63,06%, найбільше голосів віддано за «Слугу народу» — 44,69%, за Радикальну партію Олега Ляшка — 20,63%, за Всеукраїнське об'єднання «Батьківщина» — 16,25%.[3] В одномандатному окрузі найбільше голосів отримав Олексій Баганець (Всеукраїнське об'єднання «Батьківщина») — 21,63%, за Костянтина Іщейкіна (самовисування) — 19,12%, за Анастасію Ляшенко (Слуга народу) — 18,50%[4].

## Економіка
- Молочно-товарна ферма.
- «Зоря», сільськогосподарське ТОВ.

## Об'єкти соціальної сфери
- Чевельчанська ЗОШ І-ІІІ ступенів.

## Пам'ятки
- Меморіальний комплекс[d];

## Відомі уродженці
- Безуглий Данило Іванович (1914—1977) — український радянський живописець; член Спілки радянських художників України з 1943 року. Заслужений діяч мистецтв УРСР з 1972 року.
- Зінник Віра Пилипівна (1923—1998) — українська радянська діячка, ланкова радгоспу «Комінтерн» Чорнобаївського району Черкаської області. Герой Соціалістичної Праці (14.06.1950). Депутат Верховної Ради СРСР 5-го скликання.
- Лук'ященко Василь Іванович[ru] (1935–2022) — український вчений, доктор технічних наук, професор, віце-президент Російської академії космонавтики імені К. Е. Ціолковського[ru].
- Дмитренко Ганна Володимирівна (1958) — українська радянська діячка, оператор по відгодівлі свиней колгоспу імені Леніна Оржицького району Полтавської області. Депутат Верховної Ради УРСР 11-го скликання.